# Krasnyj Bierieg (rejon solikamski)
Krasnyj Bierieg (ros. Красный Берег) – osiedle w Rosji, w Kraju Permskim, w rejonie solikamskim. W 2010 liczyło 2145 mieszkańców.